# 마틴 아탈라

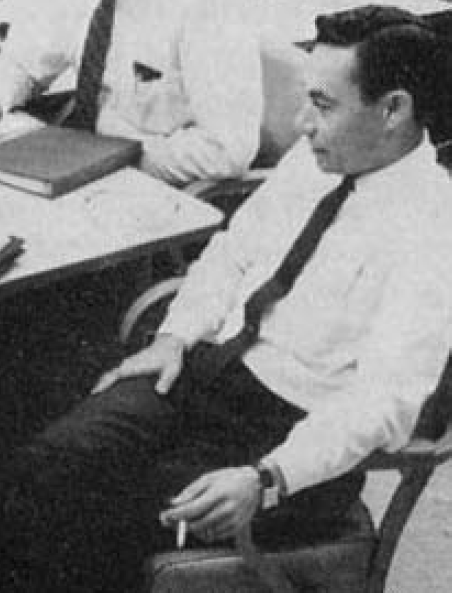

마틴 모하메드 존 아탈라(영어: Martin Mohammed John Atalla)는 미국의 발명가, 반도체 물리학자, 공학자이다.
'비밀번호의 아버지'라고 알려져 있는데, 이것은 그가 정보비밀관리에 쓰이는 개인확인번호(PIN, Personal Identification Number)를 개발했기 때문이다. 이집트의 항구도시 사이드(Port Said)에서 출생하였다. 카이로 대학교에서 이학사를 취득하고, 미국의 퍼듀 대학교 기계공학과에서 1947년 석사, 1949년 박사학위를 취득하였다. 벨 연구소에 입사하여 1960년에 강대원과 공동으로 금속-산화층-반도체 전계효과 트랜지스터 (MOSFET)을 최초로 개발하였다.
휴렛팩커드협력사(Hewlett Packard Associates)를 공동 창업하였고, 휴렛 팩커드 연구소에서는 고체물리 연구팀을 이끌었다. 1973년에는 은행이나 금융회사의 안전문제를 다루기 이해 아탈라사(Atalla Corporation)를 창업하였다. 그는 아탈라 상자(Atalla box)라고 불리게 되는 기술을 발명하였는데 세계적으로 ATM 기계의 80%에 이것이 쓰인다. 이 과정에서 은행업계에서 표준이 된 개인확인번호(Personal Identification Number)를 발명하였다. 1987년에 그의 회사를 탠뎀컴퓨터(Tandem computers)에 합병하고, 1990년에 은퇴하였다. MOSFET을 최초로 개발한 공로로 2009년에 미국 발명가 명예의 전당(National Inventors Hall of Fame)에 올랐다.